# Kia cee’d (JD)
| Sterne im Euro NCAP-Crashtest (2012) |

Die zweite Generation des Kia cee'd kam am 2. Juni 2012 zunächst als fünftüriges Steilheckmodell auf den europäischen Markt. Am 15. September 2012 folgte die cee'd_sw genannte Kombi-Version. Seit dem 16. März 2013 gab es auch wieder einen Dreitürer mit dem Namen pro_cee'd. Der Zusatz „JD“ bezeichnet die zweite Generation des Modells cee’d, das seit April 2012 in Serie produziert wurde. Die erste Generation (12/2006–03/2013) erhielt die Typenbezeichnung „ED“. In Deutschland war der cee'd im Oktober 2015 Kias  meistverkauftes Modell.

## Technik
Zum Marktstart waren für den cee'd zwei Otto- und zwei Dieselmotoren erhältlich. Die Benzinmotoren leisten aus 1,4 beziehungsweise 1,6 Liter Hubraum 73 kW (99 PS) respektive 99 kW (135 PS), während die Dieselmotoren aus ebenfalls 1,4 und 1,6 Litern Hubraum auf 66 kW (90 PS), 81 kW (110  PS) und 94 kW (128 PS) kamen.
Die schwächeren Otto- und Dieselmotoren waren bis März 2013 ausschließlich an ein Fünfgang-Schaltgetriebe gekoppelt, doch ab März 2013 erhielten sie wie die jeweils leistungsstärkere Benzin- und Dieselmotorvariante serienmäßig ein Sechsgang-Schaltgetriebe. Für den stärkeren Benziner steht auch ein Sechsgang-Doppelkupplungsgetriebe und für den stärkeren Diesel eine Sechsgang-Automatik zur Wahl. Die Kraft wird über die Vorderräder übertragen.
Im Sommer 2013 wurde die Motorenpalette um den cee'd GT und Pro cee'd GT erweitert. Hierbei handelt es sich um Modelle, die über den 1,6-Liter-Ottomotor verfügen, der in dieser Version jedoch über einen  Turbolader und somit über eine gesteigerte Leistung von 150 kW (204 PS) verfügt.
Das Fahrwerk hat vorne MacPherson-Federbeine und hinten eine Mehrlenkerachse.

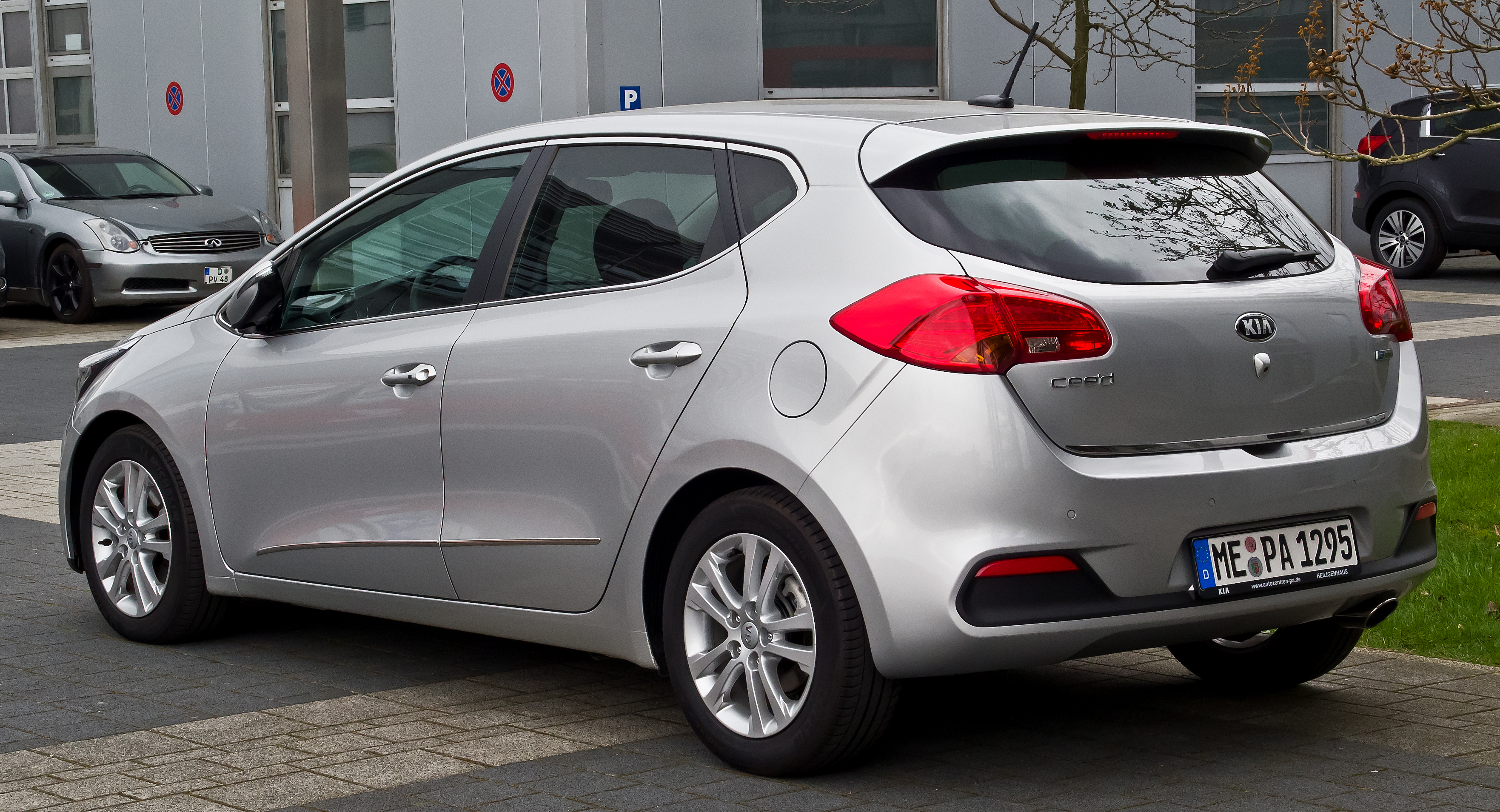
Heckansicht
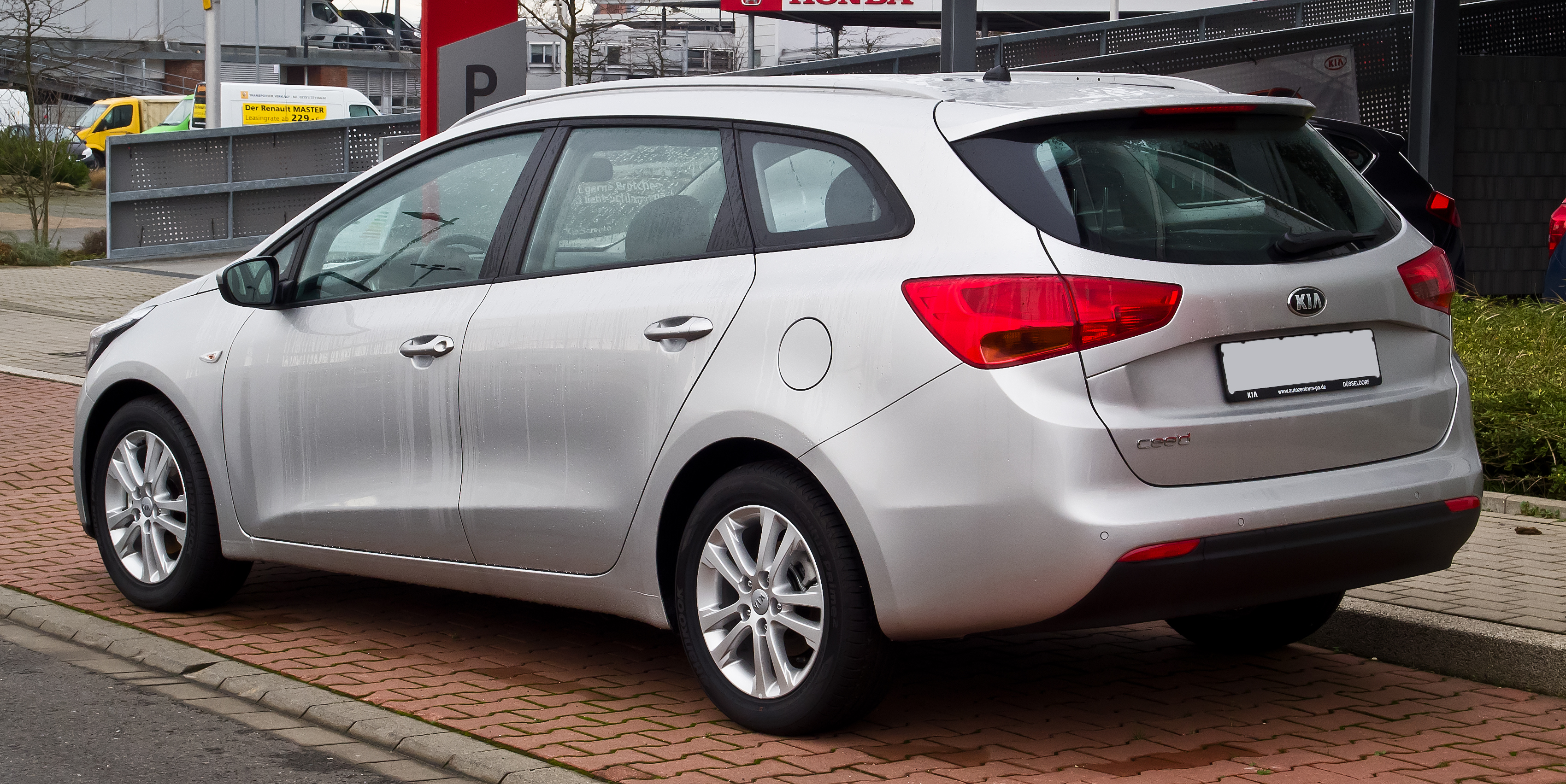
Kia cee'd_sw (2012–2015)
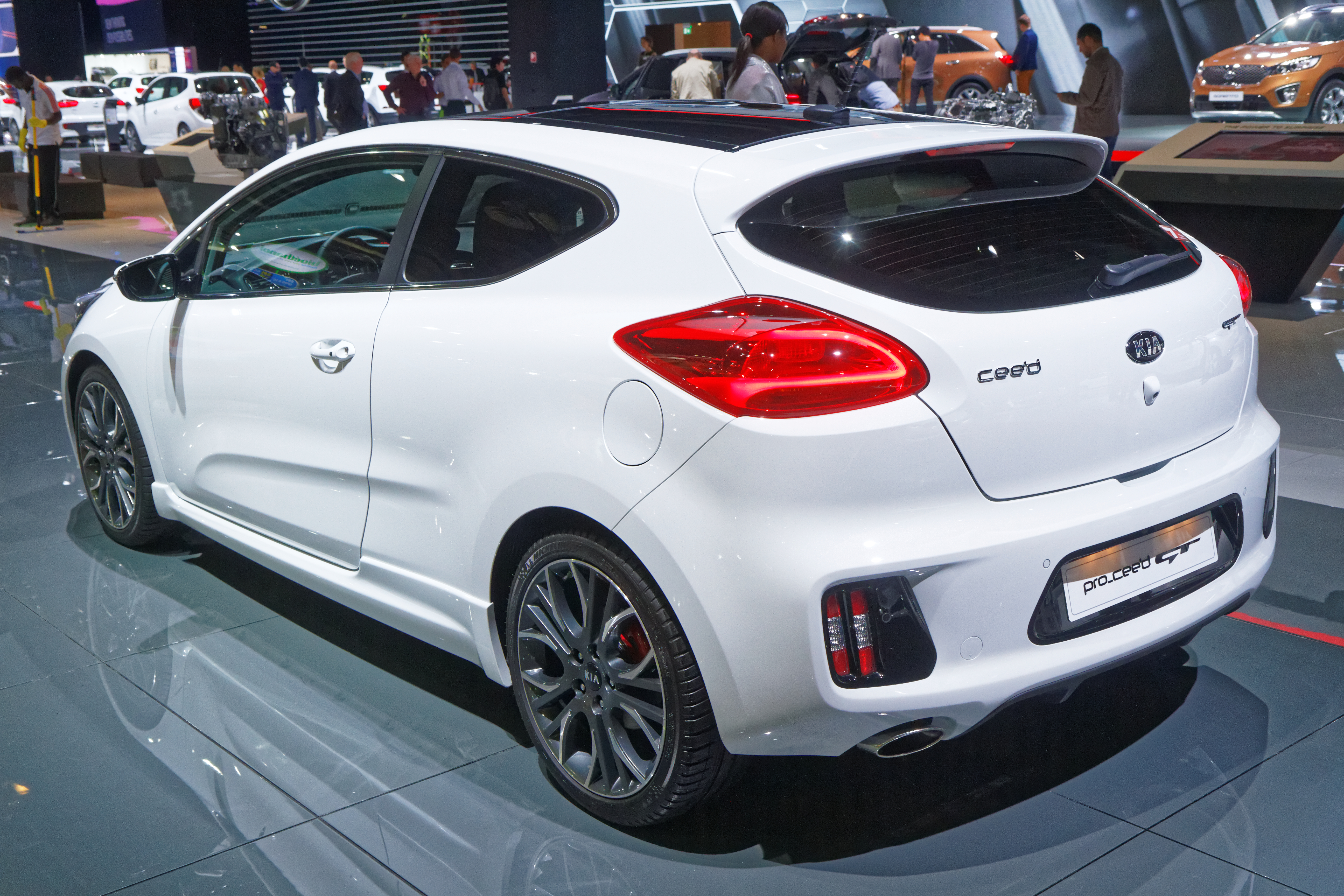
Kia pro_cee'd (02/2013–2015)
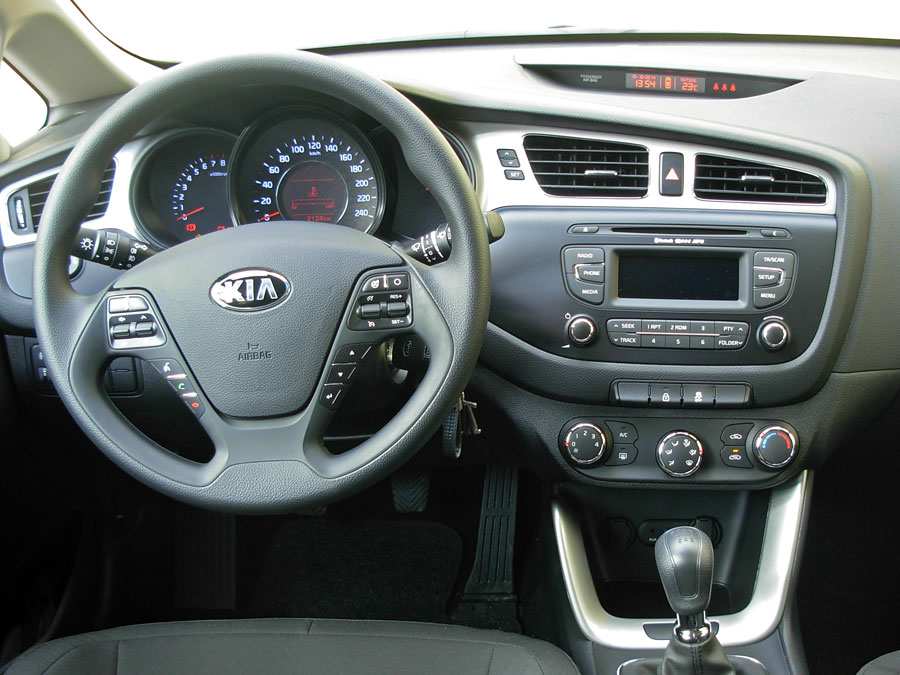
cee'd Armaturentafel

### Modellpflege
Im Juni 2015 wurde dem cee’d eine Überarbeitung zuteil. Am 26. September 2015 kam die modifizierte Version auf den Markt, wobei die äußerlichen Änderungen gering blieben.
Motorseitig gab es einen neuen Dreizylinder-Benzin-Turbomotor mit etwa einem Liter Hubraum und 88 kW (120 PS) sowie 172 Nm Drehmoment. Er hat eine Ausgleichswelle. Auch die übrigen Motoren erfüllten nun die Schadstoffnorm Euro 6, wobei die Leistung des 1,6-Liter-Dieselmotors sogar auf 100 kW (136 PS) stieg. Zudem war ein 7-Gang-Doppelkupplungsgetriebe erhältlich.

### Motoren
| Kenngrößen                                  | 1.4 CVVT                   | 1.4 CVVT                   | 1.0 T-GDI                   | 1.0 T-GDI                   | 1.6 GDI                            | 1.6 GDI                            | 1.6 T-GDI GT                 | 1.6 T-GDI GT                 | 1.4 CRDi                       | 1.6 CRDi                                         | 1.6 CRDi                                         | 1.6 CRDi                                            |
| Bauzeitraum                                 | 04/2012–06/2015            | 06/2015–08/2018            | 12/2015–08/2018             | 08/2015–08/2018             | 04/2012–09/2015                    | 09/2015–08/2018                    | 05/2013–08/2015              | 09/2015–06/2018              | 04/2012–10/2013                | 2013–2017                                        | 04/2012–06/2015                                  | 06/2015–08/2018                                     |
| Motorkenndaten                              |                            |                            |                             |                             |                                    |                                    |                              |                              |                                |                                                  |                                                  |                                                     |
| Motortyp                                    | R4-Ottomotor               | R4-Ottomotor               | R3-Ottomotor                | R3-Ottomotor                | R4-Ottomotor                       | R4-Ottomotor                       | R4-Ottomotor                 | R4-Ottomotor                 | R4-Dieselmotor                 | R4-Dieselmotor                                   | R4-Dieselmotor                                   | R4-Dieselmotor                                      |
| Gemischaufbereitung                         | Saugrohreinspritzung       | Saugrohreinspritzung       | Direkteinspritzung          | Direkteinspritzung          | Direkteinspritzung                 | Direkteinspritzung                 | Direkteinspritzung           | Direkteinspritzung           | Common-Rail-Direkteinspritzung | Common-Rail-Direkteinspritzung                   | Common-Rail-Direkteinspritzung                   | Common-Rail-Direkteinspritzung                      |
| Motoraufladung                              | —                          | —                          | Turbolader                  | Turbolader                  | —                                  | —                                  | Turbolader                   | Turbolader                   | Turbolader                     | Turbolader                                       | Turbolader                                       | Turbolader                                          |
| Hubraum                                     | 1396 cm³                   | 1368 cm³                   | 998 cm³                     | 998 cm³                     | 1591 cm³                           | 1591 cm³                           | 1591 cm³                     | 1591 cm³                     | 1396 cm³                       | 1582 cm³                                         | 1582 cm³                                         | 1582 cm³                                            |
| max. Leistung                               | 73 kW (99 PS) bei 5500/min | 73 kW (99 PS) bei 6000/min | 74 kW (100 PS) bei 6000/min | 88 kW (120 PS) bei 6000/min | 99 kW (135 PS) bei 6300/min        | 99 kW (135 PS) bei 6300/min        | 150 kW (204 PS) bei 6000/min | 150 kW (204 PS) bei 6000/min | 66 kW (90 PS) bei 4000/min     | 81 kW (110 PS) bei 4000/min                      | 94 kW (128 PS) bei 4000/min                      | 100 kW (136 PS) bei 4000/min                        |
| max. Drehmoment                             | 137 Nm bei 4200/min        | 134 Nm bei 4000/min        | 171 Nm bei 1500–4000/min    | 171 Nm bei 1500–4000/min    | 165 Nm bei 4850/min                | 165 Nm bei 4850/min                | 265 Nm bei 1750–4500/min     | 265 Nm bei 1500–4500/min     | 220 Nm bei 1500–2750/min       | 260 Nm bei 1900–2750/min                         | 260 Nm bei 1900–2750/min                         | 280 Nm bei 1500–3000/min [300 Nm bei 1750–2500/min] |
| Kraftübertragung                            |                            |                            |                             |                             |                                    |                                    |                              |                              |                                |                                                  |                                                  |                                                     |
| Antrieb, serienmäßig                        | Vorderradantrieb           | Vorderradantrieb           | Vorderradantrieb            | Vorderradantrieb            | Vorderradantrieb                   | Vorderradantrieb                   | Vorderradantrieb             | Vorderradantrieb             | Vorderradantrieb               | Vorderradantrieb                                 | Vorderradantrieb                                 | Vorderradantrieb                                    |
| Getriebe, serienmäßig [ optional ]          | 5/6-Gang-Schaltgetriebe    | 6-Gang-Schaltgetriebe      | 6-Gang-Schaltgetriebe       | 6-Gang-Schaltgetriebe       | 6-Gang-Schaltgetriebe [6-Gang-DCT] | 6-Gang-Schaltgetriebe [6-Gang-DCT] | 6-Gang-Schaltgetriebe        | 6-Gang-Schaltgetriebe        | 5/6-Gang-Schaltgetriebe        | 6-Gang-Schaltgetriebe [6-Gang-Automatikgetriebe] | 6-Gang-Schaltgetriebe [6-Gang-Automatikgetriebe] | 6-Gang-Schaltgetriebe [7-Gang-DCT]                  |
| Messwerte                                   |                            |                            |                             |                             |                                    |                                    |                              |                              |                                |                                                  |                                                  |                                                     |
| Höchstgeschwindigkeit                       | 182 km/h                   | 183 km/h                   | 185 km/h                    | 190 km/h                    | 195 km/h                           | 195 km/h                           | 230 km/h                     | 230 km/h                     | 170 km/h                       | 187 km/h                                         | 197 km/h [186 km/h]                              | 196 km/h [200 km/h]                                 |
| Beschleunigung, 0–100 km/h                  | 12,8 s                     | 12,7 s                     | 12,8 s                      | 11,1 s                      | 9,9 s [10,8 s]                     | 10,2 s [10,8 s]                    | 7,6–7,7 s                    | 7,6 s                        | 13,5 s                         | 11,5 s [12,3 s]                                  | 10,9 s [11,7 s]                                  | 9,8 s [10,6 s]                                      |
| Kraftstoffverbrauch auf 100 km (kombiniert) | 6,0–6,1 l Super            | 5,8–6,0 l Super            | 4,7–4,9 l Super             | 4,9 l Super                 | 5,4–6,1 l Super [6,1 l Super]      | 5,4 l Super [5,9 l Super]          | 7,4 l Super                  | 7,4 l Super                  | 4,2–4,3 l Diesel               |                                                  | 3,8–4,3 l Diesel [3,7–5,5 l Diesel]              | 3,6 l Diesel                                        |
| CO2-Emission (kombiniert)                   | 139–143 g/km               | 135–138 g/km               | 109–113 g/km                | 115 g/km                    | 124–140 g/km [ 140 g/km ]          | 124 g/km [136 g/km]                | 170–171 g/km                 | 170 g/km                     | 109–114 g/km                   |                                                  | 100–114 g/km [ 97–145 g/km ]                     | 94 g/km                                             |
| Abgasnorm nach EU-Klassifikation            | Euro 5                     | Euro 6                     | Euro 6                      | Euro 6                      | Euro 5                             | Euro 6                             | Euro 5                       | Euro 6                       | Euro 5                         | Euro 5                                           | Euro 5                                           | Euro 6                                              |